# Muros de Nalón
Muros de Nalón (em castelhano) ou Muros (em asturiano) é um concelho (município) da Espanha na província e Principado das Astúrias. Tem 8,09 km² de área e em 2019 tinha 1 871 habitantes (densidade: 231,3 hab./km²).

## Demografia
| Variação demográfica do município entre 1991 e 2004 | Variação demográfica do município entre 1991 e 2004 | Variação demográfica do município entre 1991 e 2004 | Variação demográfica do município entre 1991 e 2004 |
| --------------------------------------------------- | --------------------------------------------------- | --------------------------------------------------- | --------------------------------------------------- |
| 1991                                                | 1996                                                | 2001                                                | 2004                                                |
| 2622                                                | 2497                                                | 2178                                                | 2076                                                |